# Aïn Oussara
Aïn Oussara è un comune dell'Algeria, situato nella provincia di Djelfa.